# Когда рушатся плотины
«Когда рушатся плотины: Реквием в четырёх актах» (англ. «When the Levees Broke: A Requiem in Four Acts») — документальный фильм 2006 года режиссёра Спайка Ли.

## Сюжет
Этот фильм является исследованием последствий в Новом Орлеане после нашествия урагана Катрина. В нём показаны не только хроники новостей, снятые об урагане Катрина, но также и показания очевидцев. Здесь также рассказывается о том, что правительству нет никакого дела до бедных слоев населения.

## В ролях
| Актёр | Роль - Дарлин Асаведо - Джей Асаведо - Александр Шелтон - Ли Арнольд - Грэйлен Брайант Бэнкс - Джон Бэрри - Роберт Беа - Харри Белафонте - Вильгельмина Бланчард - Теренс Блэнчард |
| ----- | --- |